# Dél-afrikai labdarúgó-bajnokság (első osztály)
A Premier Soccer League a dél-afrikai labdarúgás legmagasabb osztálya. A bajnokságot 1996-ban alapították, a legsikeresebb csapat eddigi 5 bajnoki címével a Mamelodi Sundowns FC.

## Szponzorok
A bajnokság eddigi szponzorai a következő 2 cég voltak:
1996–2007: Castle Lager
2007–: ABSA

## Lebonyolítás
A bajnokságban jelenleg 16 csapat vesz részt, melynek mindegyike játszik minden csapattal, oda-visszavágós rendszerben, így a végén 30 forduló alapján dől el a bajnokság végkimenetele. A bajnokcsapat kvalifikálja magát a CAF-bajnokok ligájába, a harmadik, valamint a Nedbank Cup győztese pedig a Konföderációs Kupába, amely az UEFA-kupa afrikai megfelelője.

## A 2008–2009-es szezon részt vevő csapatai
- Ajax Cape Town FC
- AmaZulu FC
- Bay United FC
- Wits University FC
- Bloemfontein Celtic
- Free State Stars
- Golden Arrows
- Kaizer Chiefs FC
- Mamelodi Sundowns FC
- Maritzburg United FC
- Moroka Swallows FC
- Orlando Pirates FC
- Platinum Stars FC
- Santos
- Supersport United FC
- Thanda Royal Zulu

## Az eddigi győztesek
| Szezon  | Győztes              | Kiesett                                | Második              |
| ------- | -------------------- | -------------------------------------- | -------------------- |
| 1996–97 | Manning Rangers      | Michau Warriors; Witbank Aces          | Kaizer Chiefs        |
| 1997–98 | Mamelodi Sundowns FC | African Wanderers; Real Rovers         | Kaizer Chiefs FC     |
| 1998–99 | Mamelodi Sundowns FC | Dynamos; Vaal Professionals            | Kaizer Chiefs        |
| 1999–00 | Mamelodi Sundowns FC | AmaZulu; Mother City                   | Orlando Pirates      |
| 2000-01 | Orlando Pirates      | Bloemfontein Celtic; African Wanderers | Kaizer Chiefs        |
| 2001-02 | Santos               | AmaZulu; Tembisa Classic               | Supersport United FC |
| 2002-03 | Orlando Pirates      | Bush Bucks; African Wanderers          | Supersport United FC |
| 2003-04 | Kaizer Chiefs        | Hellenic; Zulu Royals                  | Ajax Cape Town FC    |
| 2004-05 | Kaizer Chiefs        | Manning Rangers; Wits University       | Orlando Pirates      |
| 2005-06 | Mamelodi Sundowns    | Free State Stars; Bush Bucks           | Orlando Pirates      |
| 2006-07 | Mamelodi Sundowns FC | Maritzburg United                      | Silver Stars FC      |
| 2007-08 | SuperSport United    | Black Leopards; Jomo Cosmos            | Ajax Cape Town FC    |

## Gólkirályok
| Szezon    | Játékos            | Csapat             | Gól |
| --------- | ------------------ | ------------------ | --- |
| 2007/2008 | James Chamanga     | Moroka Swallows    | 14  |
| 2006/2007 | Chris Katongo      | Jomo Cosmos        | 15  |
| 2005/2006 | Mame Niang         | Moroka Swallows    | 14  |
| 2004/2005 | Collins Mbesuma    | Kaizer Chiefs      | 25  |
| 2003/2004 | Jackie Ledwaba     | Zulu Royals        | 14  |
| 2002/2003 | Lesley Manyathela† | Orlando Pirates FC | 18  |
| 2001/2002 | Ishmael Maluleke   | Manning Rangers    | 18  |
| 2000/2001 | Daniel Mudau       | Sundowns           | 15  |
| 1999/2000 | Daniel Mudau       | Sundowns           | 15  |
| 1998/1999 | Pollen Ndlanya     | Kaizer Chiefs      | 21  |
| 1997/1998 | Keryn Jordan       | Manning Rangers    | 11  |
| 1996/1997 | Wilfred Mugeyi     | Bush Bucks         | 22  |

## Korábbi ismertebb játékosok
- Andre Arendse (Supersport)
- Jorge Acuña (Sundowns)
- Shaun Bartlett (Celtic)
- Matthew Booth (Sundowns)
- Lance Davids (Supersport)
- Kagiso Dikgacoi (Arrows)
- Eduardo Ferreira (Ajax CT)
- Moeneeb Josephs (Pirates)
- Mabhuti Khanyeza (Ajax CT)
- Itumeleng Khune (Chiefs)
- Daine Klate (Supersport)
- Mbulelo Mabizela (Platinum Stars)
- Collins Mbesuma (Sundowns)
- Jabu Mahlangu (Platinum Stars)
- Teko Modise (Pirates)
- Surprise Moriri (Sundowns)
- Kaizer Motaung Junior (Chiefs)
- Katlego Mphela (Sundowns)
- Gilbert Mushangazhike (Pirates)
- Peter Ndlovu (Thanda)
- Tinashe Nengomasha (Chiefs)
- Esrom Nyandoro (Sundowns)
- Musa Otieno (Santos)
- Elias Pelembe (Supersport)
- José Torrealba (Chiefs)
- Benedict Vilakazi (Sundowns)
- Sibusiso Zuma (Sundowns)

## Külső hivatkozások
- Premier Soccer League (PSL) Official Website
- South African Football Association (SAFA) Official Website
- Confederation of African Football (CAF) Official Website
- RSSSF competition history